# 汉内洛蕾·布罗施
汉内洛蕾·布罗施（德語：Hannelore Burosch，1947年11月16日—），德国前女子手球运动员。她曾代表东德国家队参加1976年夏季奥林匹克运动会手球比赛，获得一枚银牌。